# Saison 2007-2008 du Football Club auscitain
La saison 2007-2008 du Football Club auscitain voit le FC Auch jouer en Top 14 pour la dernière fois de son histoire.
Champion de Pro D2 la saison précédente, les meilleurs joueurs comme Anthony Lagardère, Grégory Patat et Nicolas Lafitte ont attiré la convoitise des plus grands clubs et Auch doit paradoxalement batailler en Top 14 avec une équipe amoindrie.
La transition après le départ de Henri Broncan qui était resté neuf saisons au club et avait remporté deux titres de champion de France de Pro D2 et un Bouclier Européen aura été plus difficile que prévu et le club redescend après un bilan décevant de 3 victoires pour 23 défaites en Top 14 et 3 victoires pour 3 défaites en Challenge.
L'équipe évolue depuis la fin de saison dernière sous les ordres de son fils Pierre-Henry Broncan.
Auch est classé 14e club français à l’issue de la saison et redescend en Pro D2, sa meilleure performance depuis 1990.

## Tableau synthétique des résultats

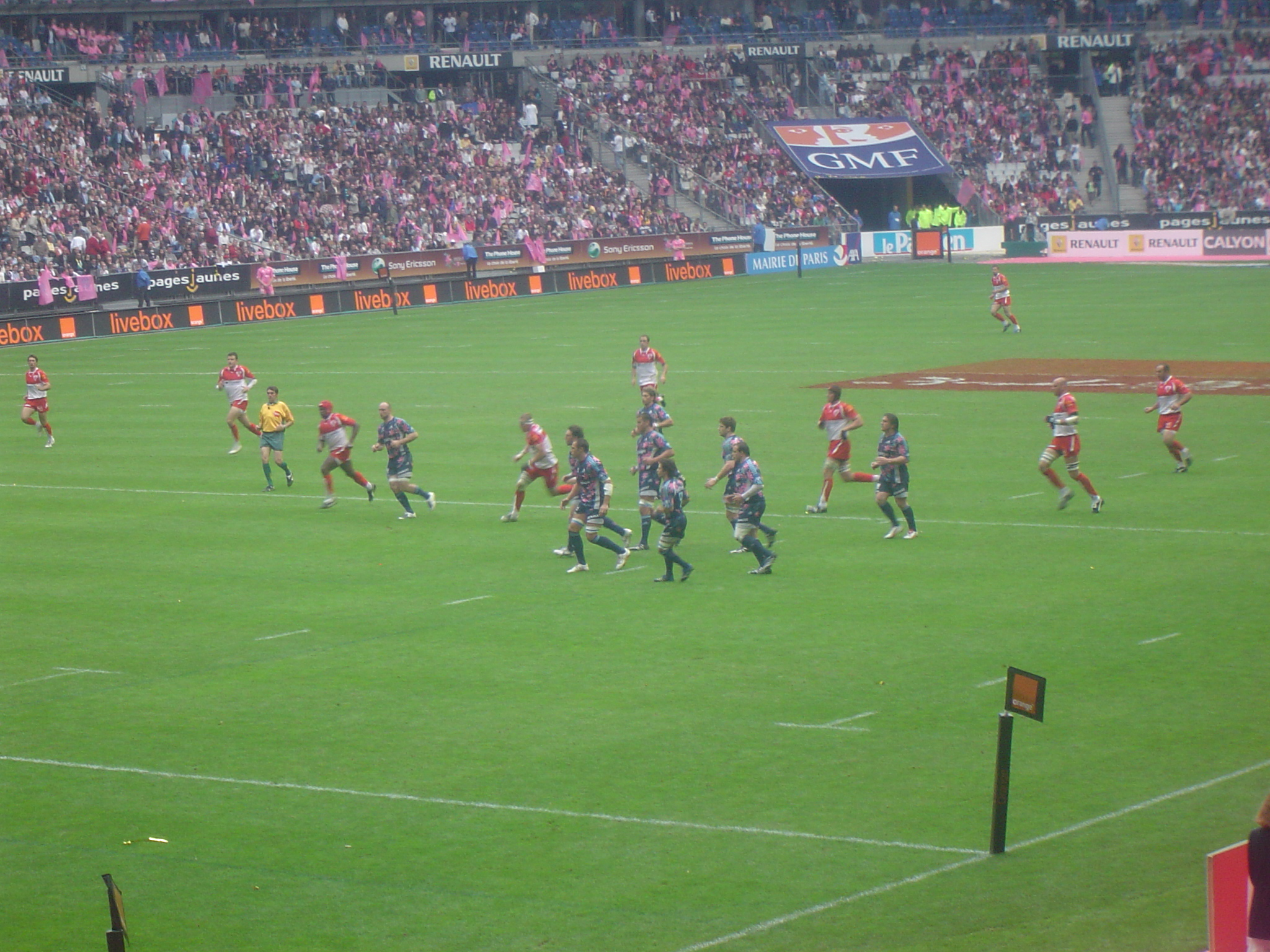
- Le Stade français affronte le Biarritz olympique

L'équipe qui reçoit est indiquée dans la colonne de gauche.
| Clubs            | ALB   | AUC   | BAY   | BIA   | BOU   | BRI   | CAS   | CLE   | DAX   | USM   | MRC   | SFR   | PER   | TOU   |
| SC Albi          |       | 29-0  | 13-6  | 13-8  | 33-8  | 21-18 | 6-33  | 6-12  | 24-17 | 15-25 | 25-12 | 18-23 | 21-16 | 13-20 |
| FC Auch          | 14-19 |       | 19-23 | 11-17 | 16-18 | 20-30 | 15-36 | 15-36 | 16-10 | 19-13 | 13-23 | 9-6   | 13-25 | 3-34  |
| Aviron bayonnais | 31-13 | 25-10 |       | 10-14 | 19-19 | 20-18 | 27-16 | 36-8  | 27-0  | 25-18 | 19-16 | 14-36 | 35-8  | 10-25 |
| Biarritz O.      | 15-15 | 26-3  | 20-0  |       | 30-10 | 10-0  | 30-34 | 11-16 | 13-7  | 10-8  | 20-0  | 9-6   | 21-8  | 6-18  |
| Bourgoin-Jallieu | 18-13 | 36-0  | 15-10 | 35-15 |       | 22-19 | 12-14 | 14-20 | 50-14 | 10-8  | 23-17 | 16-31 | 9-10  | 30-23 |
| CA Brive         | 25-6  | 40-26 | 21-22 | 7-12  | 29-13 |       | 26-13 | 9-11  | 30-0  | 14-7  | 6-9   | 11-3  | 7-16  | 15-12 |
| Castres O.       | 20-16 | 25-12 | 37-17 | 26-19 | 32-17 | 41-10 |       | 15-14 | 38-16 | 21-7  | 12-17 | 16-47 | 0-16  | 6-16  |
| ASM Clermont     | 52-17 | 26-6  | 27-3  | 12-9  | 36-7  | 38-7  | 28-35 |       | 95-7  | 40-13 | 33-20 | 50-12 | 29-15 | 21-17 |
| US Dax           | 12-9  | 16-6  | 11-6  | 17-12 | 15-14 | 19-27 | 8-17  | 22-40 |       | 20-16 | 16-36 | 9-13  | 10-21 | 10-15 |
| US Montauban     | 24-17 | 30-19 | 15-12 | 19-13 | 16-11 | 43-13 | 15-12 | 18-16 | 12-11 |       | 14-6  | 24-16 | 28-22 | 12-16 |
| Montpellier RC   | 19-14 | 29-24 | 37-13 | 14-18 | 12-6  | 20-14 | 25-9  | 14-56 | 18-13 | 12-8  |       | 9-12  | 19-12 | 17-15 |
| Stade français   | 43-20 | 15-12 | 46-6  | 22-18 | 34-20 | 36-7  | 44-15 | 23-17 | 22-19 | 25-18 | 33-6  |       | 12-23 | 29-0  |
| USA Perpignan    | 45-7  | 28-23 | 38-13 | 16-3  | 3-3   | 23-19 | 20-18 | 18-17 | 10-10 | 23-3  | 27-6  | 23-19 |       | 50-6  |
| Stade toulousain | 33-12 | 73-12 | 35-28 | 12-6  | 57-17 | 51-3  | 44-23 | 11-23 | 58-5  | 28-6  | 35-13 | 28-9  | 41-15 |       |

|  | Victoire à domicile |  | Match nul |  | Défaite à domicile |

## Classement de la phase régulière
| Rang | Club                     | J  | V  | N | D  | Bo | Bd | Pm  | Pe  | Diff | Pts |
| ---- | ------------------------ | -- | -- | - | -- | -- | -- | --- | --- | ---- | --- |
| 1    | ASM Clermont             | 26 | 20 | 0 | 6  | 11 | 5  | 773 | 380 | 393  | 96  |
| 2    | Stade toulousain         | 26 | 19 | 0 | 7  | 11 | 4  | 723 | 394 | 329  | 91  |
| 3    | Stade français Paris (T) | 26 | 18 | 0 | 8  | 5  | 3  | 617 | 417 | 200  | 80  |
| 4    | USA Perpignan            | 26 | 17 | 2 | 7  | 4  | 3  | 531 | 392 | 139  | 79  |
| 5    | Castres olympique        | 26 | 15 | 0 | 11 | 6  | 3  | 564 | 524 | 40   | 69  |
| 6    | Biarritz olympique       | 26 | 13 | 1 | 12 | 3  | 9  | 385 | 339 | 46   | 66  |
| 7    | Montauban TGXV           | 26 | 13 | 0 | 13 | 2  | 9  | 420 | 446 | -26  | 63  |
| 8    | Montpellier RC           | 26 | 14 | 0 | 12 | 1  | 4  | 426 | 490 | -64  | 61  |
| 9    | Aviron bayonnais         | 26 | 11 | 1 | 14 | 2  | 6  | 457 | 535 | -78  | 54  |
| 10   | CS Bourgoin-Jallieu      | 26 | 10 | 2 | 14 | 1  | 6  | 453 | 526 | -73  | 52  |
| 11   | CA Brive                 | 26 | 10 | 0 | 16 | 2  | 9  | 425 | 514 | -89  | 51  |
| 12   | SC Albi                  | 26 | 9  | 1 | 16 | 2  | 8  | 415 | 549 | -134 | 48  |
| 13   | US Dax (P)               | 26 | 6  | 1 | 19 | 0  | 8  | 314 | 645 | -331 | 34  |
| 14   | FC Auch (P)              | 26 | 3  | 0 | 23 | 0  | 7  | 336 | 688 | -352 | 19  |

|  | Qualifiés pour la phase finale et la Coupe d'Europe 2008-2009 (#1, #2, #3, #4). |
|  | Qualifiés pour la Coupe d'Europe 2008-2009 (#5, #6). |
|  | Qualifié pour la Coupe d'Europe 2008-2009 (#7) si un club français avance plus loin dans l'édition 2007-2008 que tous les clubs anglais de la Guinness Premiership ou italiens du Super 10. Club qualifié cette année puisque le Stade toulousain et le Munster accèdent à la finale, laissant les clubs anglais et italiens derrière eux. |
|  | Relégation en Pro D2 (SC Albi et FC Auch). |

Abréviations : V, victoires ; N, matches nuls ; D, défaites ; BO, bonus offensif ; BD, bonus défensif ; PP, points pour ; PC, points contre ; Diff., différence de points ;  Points, points attribués après un match (5 victoire sur tapis vert, 4 victoire, 2 match nul, 0 défaite, -2 forfait) plus les bonus. (T) Tenant du titre 2007 ; (P) Promus 2007 ; 
Règles de classement : 1. points terrain ; 2. points terrain obtenus dans les matchs entre équipes concernées ; 3. différence de points dans les matchs entre équipes concernées ; 4. différence entre essais marqués et concédés dans les matchs entre équipes concernées ; 5. différence de points ; 6. différence entre essais marqués et concédés ; 7. nombre de points marqués ; 8. nombre d'essais marqués ; 9. nombre de forfaits n'ayant pas entraîné de forfait général ; 10. place la saison précédente ; 11. nombre de personnes suspendues après un match de championnat.

## Challenge Européen
Auch termine second de sa poule avec 3 victoires et 3 défaites.

### Poule 1
|   | Équipe          | Pts | B | J | G | N | P | PP  | PC  | Diff |
| - | --------------- | --- | - | - | - | - | - | --- | --- | ---- |
| 1 | Bath Rugby      | 29  | 5 | 6 | 6 | 0 | 0 | 203 | 65  | +138 |
| 2 | FC Auch         | 14  | 2 | 6 | 3 | 0 | 3 | 109 | 147 | -38  |
| 3 | SC Albi         | 11  | 3 | 6 | 2 | 0 | 4 | 130 | 177 | -47  |
| 4 | Overmarch Parme | 7   | 3 | 6 | 1 | 0 | 5 | 104 | 157 | -53  |

1re journée
| 10 novembre 2007 | Overmarch Parme | 23 | 28 | SC Albi    |
| 10 novembre 2007 | FC Auch         | 6  | 28 | Bath Rugby |

2e journée
| 17 novembre 2007 | Bath Rugby | 28 | 0  | Overmarch Parme |
| 17 novembre 2007 | SC Albi    | 30 | 31 | FC Auch         |

3e journée
| 7 décembre 2007 | SC Albi         | 18 | 26 | Bath Rugby |
| 8 décembre 2007 | Overmarch Parme | 25 | 20 | FC Auch    |

4e journée
| 15 décembre 2007 | Bath Rugby | 59 | 15 | SC Albi         |
| 15 décembre 2007 | FC Auch    | 24 | 20 | Overmarch Parme |

5e journée
| 12 janvier 2008 | Overmarch Parme | 13 | 31 | Bath Rugby |
| 12 janvier 2008 | FC Auch         | 15 | 13 | SC Albi    |

6e journée
| 19 janvier 2008 | Bath Rugby | 31 | 13 | FC Auch         |
| 19 janvier 2008 | SC Albi    | 26 | 23 | Overmarch Parme |

## Effectif
- Arrières : Patrick Bosque, Léo Pesteil
- Ailiers : Julien Kinane, Raphael Bastide, Julien Clédès, Romain Edmond-Samuel, Thierry Brana
- Centres : Julien Sarraute, Nicolas Pagotto, Pierre Aguillon, , Benoit Albert, Mehadji Tidjini, David Spicer, Erwan Bérot
- Ouvreurs : Vincent Cortes, Frédéric Couzier
- Demis de mêlée: Brice Salobert, Lionel Dutilh, Christophe Clarac
- Troisièmes lignes centre : Opeti Fonua, Antoine Battut
- Troisièmes lignes aile : Philippe Rodes, Stephan Saint-Lary, Nicolas Bontinck, Frédéric Medves, Alexandre Ricaud, Hugo Rongieras
- Deuxièmes lignes : Tao Tapasu, Hamid Arif, Gérôme Cholley, Robins Tchale-Watchou, Olivier Caisso
- Talonneurs : Nicolas Sentous, Sébastien Bortolucci, Vincent Campo, Sébastien Bruère
- Piliers : Yohan Marty, Javier Salazar Lizarraga (es), Jason Hooper, Pascal Idieder, Mamuka Magrakvelidze, Grégory Menkarska, Bonzolé Mololo Guylain, Fabien Barcella, Alexandre Barozzi, Karim Dahbi, Mickaël Nerocan